# IPTV

Kaart van IPTV-landen in de wereld.
Landen waar IPTV beschikbaar is in ten minste één plaats in het land.

Internet Protocol TeleVision (IPTV) is een verzamelnaam voor diensten en toepassingen die tv-kijken over het internetprotocol mogelijk maken. Hier wordt een breed scala aan verschillende technieken voor gebruikt, zoals (de)compressie algoritmes voor beeld en geluid, multicast routering en p2p-protocollen. IPTV staat los van video on demand en interactieve televisie.

## Beschrijving
IPTV kan relatief veel netwerkverkeer opleveren, dus een snelle verbinding is wenselijk. Een tv-beeld van goede kwaliteit vereist namelijk minstens 4 Mbps aan bandbreedte. De kwaliteit is sterk afhankelijk van de compressie. Meestal wordt MPEG-2 of MPEG-4 als codering gebruikt. MPEG-4 gebruikt ruwweg de helft van de bandbreedte die voor MPEG2 nodig is. Kabel-tv-maatschappijen gebruiken voor digitale tv vrijwel allemaal MPEG2 als coderingsmethode met snelheden van 6 tot 8 Mbps voor "gewone" tv-kanalen en snelheden van 15 tot 25 Mbps voor hdtv.
Om als consument IPTV te kunnen ontvangen is een decoder nodig die de IPTV-signalen omzet naar een tv-signaal op bijvoorbeeld een scart- of HDMI-interface. Zo'n decoder wordt vaak "settopbox" genoemd. Een decoder die MPEG-2 decodeert is eenvoudiger en dus goedkoper dan een MPEG4-decoder.
Voor de kijker zijn er enige verschillen tussen IPTV en digitale tv via de kabel. Bij IPTV is altijd nog een settopbox nodig. De CI+1.4-standaard brengt ook IPTV zonder settopbox, maar deze standaard zien we nog niet in tv's. Bij de kabel is een settopbox bij tv met DVB-C niet noodzakelijk. Ook de kwaliteit kan verschillen, afhankelijk van de bandbreedte en de coderingsmethode die gebruikt wordt.
IPTV is het effectiefst als het gaat om tv-signalen ontvangen. Door gebruik te maken van een internet connectie kan gemiddeld gezien een merkbaar betere beeldkwaliteit gegarandeerd worden. Ook is dit signaal veel stabieler dan andere vormen van tv-kijken. Een IPTV-provider streamt alleen het kanaal waarnaar gekeken wordt, terwijl andere vormen van tv alle kanalen tegelijk ontvangen.
Daarnaast biedt IPTV de mogelijkheid om gebruik te maken van extra diensten, zoals video on demand en interactieve tv. Zo kan er bijvoorbeeld live gepauzeerd worden, of kunnen programma's worden teruggekeken. Ook is het mogelijk om gebruik te maken van elektronische programmagidsen en kunnen kijkers bij sommige providers zelfs zelf programma's opnemen en bewaren. Door deze extra functies biedt IPTV meer mogelijkheden en flexibiliteit dan traditionele televisie. Bovendien kan IPTV ook op andere apparaten dan alleen de televisie worden gebruikt, zoals op tablets, smartphones en laptops. Dit maakt IPTV een aantrekkelijke optie voor consumenten die op zoek zijn naar meer flexibiliteit en controle over hun kijkervaring.
Er bestaat ook illegale IPTV, compleet met decoder en abonnement. Niet alleen het aanbieden ervan, maar ook het ernaar kijken is strafbaar.

## Aanbieders

### België
In België biedt Belgacom/Proximus sinds 2005 IPTV-diensten aan via Proximus TV. De kaap van 100.000 geabonneerden werd in 2006 gehaald, in 2007 waren er 200.000 klanten. In mei 2008 werd de kaap van 350.000 ingeschrevenen overschreden en eind 2008 stond de teller volgens Belgacom op 506.000 IPTV-klanten. Tussen februari 2013 en eind juni 2015 bood ook KPN Group Belgium via SNOW IPTV-diensten aan. Ook Telenet is in België een belangrijke aanbieder van IPTV.

### Nederland
- In Nederland wordt vanaf ongeveer april 2006 een volledig zenderpakket aangeboden door KPN onder de naam 'Interactieve TV van KPN'. Dit werkt via IGMP.
- Versatel leverde in 2005 ook al enige tijd IPTV maar slechts een beperkt voetbalaanbod. Sinds 2006 biedt Tele2 (voorheen Versatel) een pakket van in totaal 70 tv- en radiozenders aan (Tele2Vision).
- Glashart Media biedt een IPTV-dienst aan via de Glashart-glasvezelnetwerken.
- Solcon biedt een IPTV-dienst aan via de Glashart-glasvezelnetwerken.
- Telfort biedt sinds augustus 2011 naast KPN ook een volledig zenderpakket aan. Dit onder de naam Interactieve TV.
- VCK biedt, in samenwerking met het Studenten Net Twente, IPTV-tv- en IPTV-radiozenders aan aan de bewoners van de campus van de universiteit Twente.
- T-Mobile Nederland levert sinds begin 2017 een IPTV-oplossing op het platform: T-Mobile Thuis. Dit Platform werd eind 2016 overgenomen van VodafoneZiggo. Om de tv-streams te kunnen leveren, maakt T-Mobile voor een groot deel gebruik van het KPN-netwerk. Tevens had T-Mobile tot half 2018 een tv-streamingdienst genaamd Knippr. Wegens tegenvallende afnamen werd Knippr opgeheven en werden delen van de techniek gebruikt om T-Mobile TvAnywhere te verbeteren.
- Canal Digitaal levert sinds 2019 IPTV via verschillende Nederlandse glasvezelaanbieders, zoals Online.nl, Glasnet, Tweak, Breedband Arnhem, Onvi, Fiber, Stipte en FiberNow. Maar is ook als losse dienst te verkrijgen via bijvoorbeeld het netwerk van de Stichting Fiber Overal (Nijmegen).

### Overig
In Frankrijk is IPTV sinds 2003 standaard bij een internetabonnement bij nagenoeg alle providers, zoals aanbieder Free, met de Freebox. In Groot-Brittannië (British Telecom), in Italië FastWeb, in Spanje Telefonica en in Zwitserland Bluewin.

### Wereldwijd
- Electro-sat.nl
- Uitzendinggemist.nl
- YouTube

Kabeltelevisie-operators bieden geen IPTV aan omdat zij via hun bestaande netwerken digitale televisie kunnen bieden middels DVB-C. Voor hen loont het dus niet om IPTV-infrastructuur aan te leggen. Wel werd er in 2015 aan IPTV gewerkt bij Ziggo, omdat doorgifte van tv-kanalen bandbreedte kost die ook gebruikt kan worden voor internet.